# Pouso Alto
Pouso Alto is een gemeente in de Braziliaanse deelstaat Minas Gerais. De gemeente telt 6.494 inwoners (schatting 2009).

## Aangrenzende gemeenten
De gemeente grenst aan Baependi, Caxambu, Itamonte, Itanhandu, São Lourenço, São Sebastião do Rio Verde en Soledade de Minas.